# Lélaps
Pour les articles homonymes, voir Laelaps (homonymie).

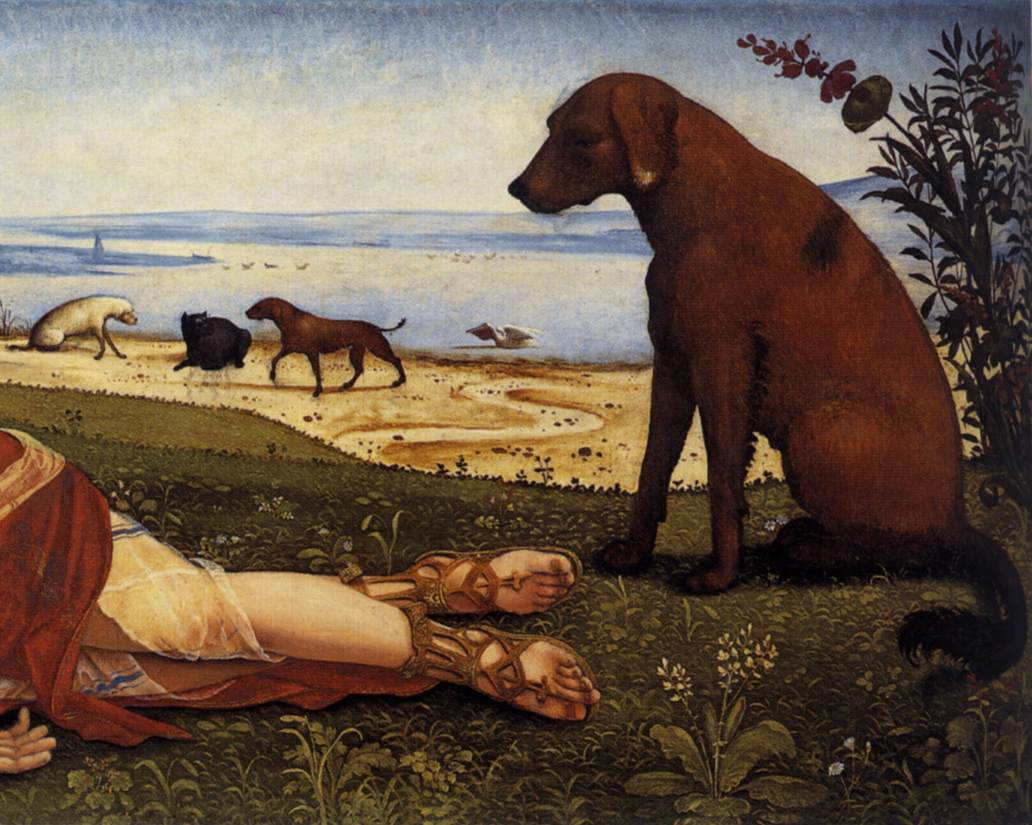
Un chien identifié comme Lélaps, détail de La Mort de Procris de Piero di Cosimo, 1495.

Dans la mythologie grecque, Lélaps ou Laelaps (en grec ancien Λαῖλαψ / Lailaps) est un chien divin qui possédait le pouvoir de ne jamais laisser échapper sa proie.

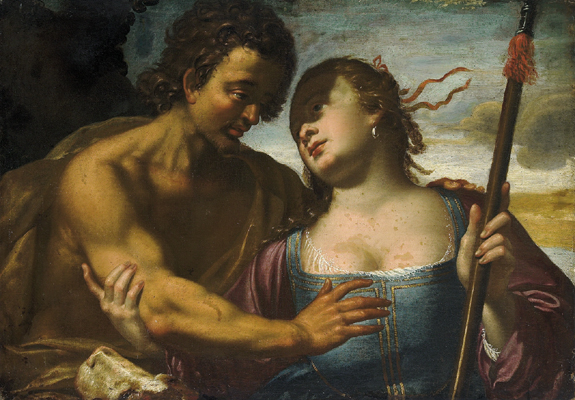
Procris offre à Céphale le chien Lélaps et la lance qui ne rate jamais sa cible en échange d’une nuit d’amour (tableau de Francesco Ruschi).

Il appartenait à Artémis, qui le donne à Minos (roi de Crète). Celui-ci le remet ensuite à Procris pour la remercier des soins qu'elle lui avait apportés, et cette dernière l'offre à son tour à Céphale (roi d'Athènes) pour s'assurer de son amour.
Lélaps intervient surtout dans la légende du renard de Teumesse : cet animal était impossible à attraper et avait été envoyé pour terroriser les Thébains du temps de la première régence de Créon au point que les habitants lui livraient chaque mois un enfant afin d'éviter qu'il n'en ravisse encore plus. Céphale, à la demande d'Amphitryon qui souhaitait obtenir les bonnes grâces de Créon, lança Lélaps à la poursuite du renard. Deux versions se côtoient sur ce point :
- réputé pour courir deux fois plus vite que ses proies, Lélaps bat le renard à la course et se vit changé en constellation par Zeus ;
- le chien infaillible, à la poursuite d'un animal que personne ne pouvait rattraper, crée un paradoxe que Zeus résout en transformant les deux animaux en statues de marbre[1].

Lélaps est aussi le nom d'un des chiens de la meute de chasse d'Actéon,.